# Pinus teocote
Espèce
Statut de conservation UICN

 LC  : Préoccupation mineure
Pinus teocote est une espèce de conifères de la famille des Pinaceae.

## Répartition

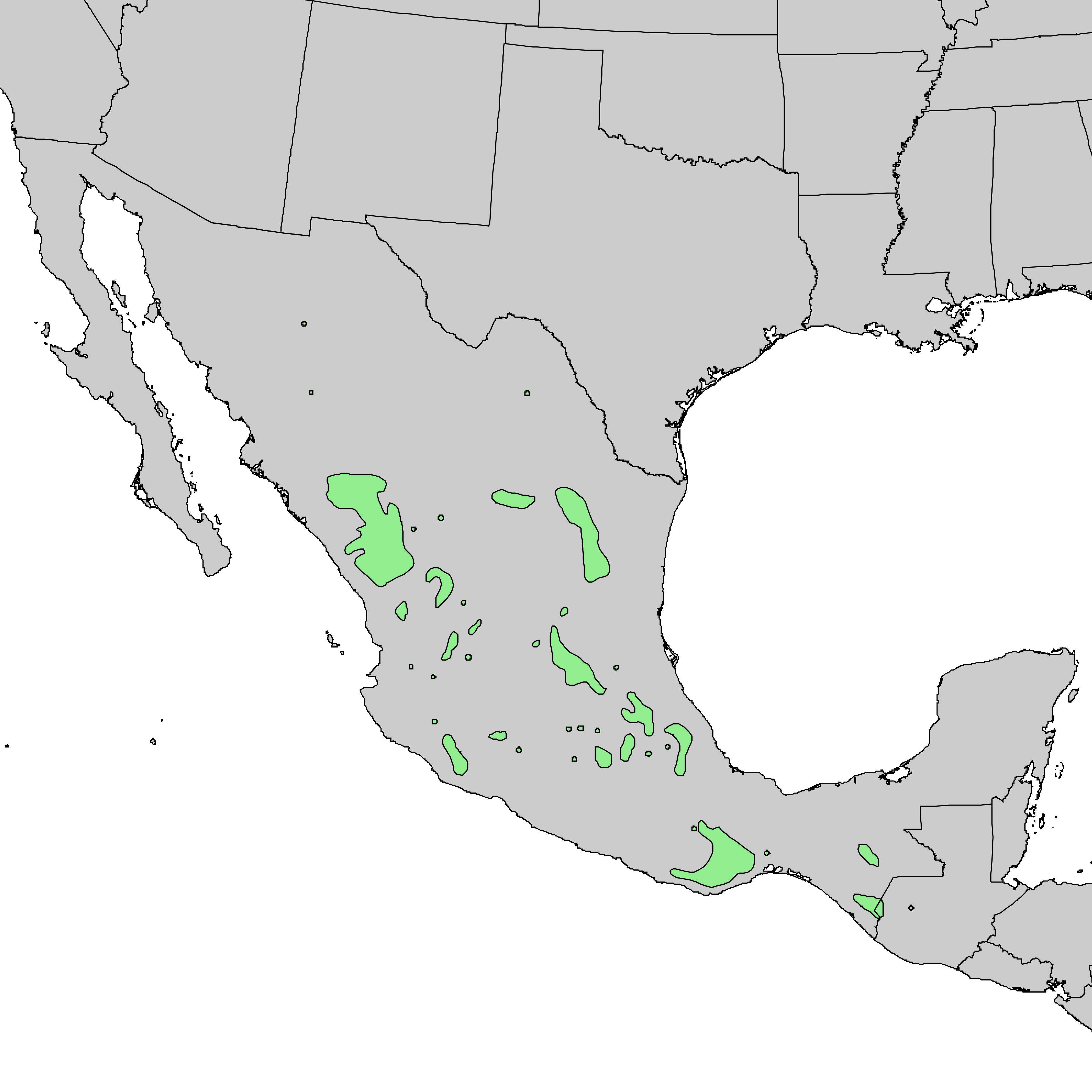
Carte de répartition de Pinus teocote.

Pinus teocote se trouve au Mexique. 

## Liste des variétés
Selon Tropicos (8 août 2014) (Attention liste brute contenant possiblement des synonymes) :
- variété Pinus teocote var. herrerae (Martínez) Silba
- variété Pinus teocote var. macrocarpa Shaw
- variété Pinus teocote var. teocote